# 李廷忠
李廷忠（1154年—1218年），字居厚，號橘山，南宋于潛（今浙江臨安西南）人。
唐代汝陽王李璡的後代。宋孝宗淳熙八年（1181年）進士。官於潛教授。歷官無為教官、旌德知县。官至夔州（今重庆市奉节）通判。嘉定八年（1215年）二月，监察御史劉棠弹劾李廷忠，“為羹漕日，虚破官钱，专委书司招纳贿赂”，後來李廷忠被罢免。官至朝散郎直秘阁。工於駢文，但“名位不显，故集中啟劄为多，大抵候问酬谢之作。”著有《洞霄诗集》二十卷，已佚。今存《橘山四六集》二十卷，有明人孫雲翼注本。有子李時免、李時英。